# Stazione di Vobarno Paese
La stazione di Vobarno Paese fu una fermata ferroviaria della Rezzato-Vobarno a servizio del comune di Vobarno.

## Storia
La fermata fu aperta il 16 dicembre 1897, assieme al tronco che collegò Tormini Scalo a Vobarno Ferriera.
L'impianto seguì tutte le vicende societarie della linea ferroviaria: fino al 1904 fu gestito dalla Società Anonima per la ferrovia Rezzato-Vobarno e Valle Sabbia (FRVVS), dal 1904 al 1909 dalla Società Anonima per la Ferrovia Rezzato-Vobarno-Caffaro, quindi dalla provincia di Brescia fino alla prima guerra mondiale, quando l'esercizio passò alle Ferrovie dello Stato (FS). Nel 1921, fu ceduto dalla provincia alla Società Elettrica Bresciana (SEB), che gestiva la rete tranviaria extraurbana di Brescia. Nel 1930, la SEB costituì una nuova società anonima, la Ferrovia Rezzato-Vobarno (FRV), che prese in carico l'esercizio della ferrovia.
A partire dal 1º giugno 1932, la tranvia Tormini-Vestone, gestita dalla Tramvie Elettriche Bresciane del gruppo SEB, fu soppressa e il servizio tranviario fu trasferito sulla ferrovia Rezzato-Vobarno tra Tormini Ferrovia e Vobarno Ferriera. La fermata fu servita anche dai tram di questa relazione.
Il servizio tranviario passeggeri fu di breve durata, in quanto fu soppresso il 18 novembre 1935, mentre quello ferroviario, sempre passeggeri, fu mantenuto fino alla seconda guerra mondiale.

## Strutture e impianti
Il fabbricato viaggiatori era la struttura tipica delle fermate in piena linea della Rezzato-Vobarno ed era simile a quella di Villanuova e Roè-Volciano.

## Movimento
La fermata fu servita dai treni Rezzato-Vobarno Ferriera. Dal 1932 al 1935 fu anche servita dai tram della Tormini-Vobarno.